# Чемпіонат ФРН з футболу 1980—1981: Бундесліга
Сезон Бундесліги 1980–1981 був 18-им сезоном в історії Бундесліги, найвищого дивізіону футбольної першості ФРН. Він розпочався 15 серпня 1980 і завершився 13 червня 1981 року. Діючим чемпіоном країни була мюнхенська «Баварія», якій вдалося захистити чемпіонський титул, відірвавшись на чотири очки від найближчого переслідувача, «Гамбурга».

## Формат змагання
Кожна команда грала з кожним із суперників по дві гри, одній вдома і одній у гостях. Команди отримували по два турнірні очки за кожну перемогу і по одному очку за нічию. Якщо дві або більше команд мали однакову кількість очок, розподіл місць між ними відбувався за різницею голів, а за їх рівності — за кількістю забитих голів. Команда з найбільшою кількістю очок ставала чемпіоном, а три найгірші команди вибували до Другої Бундесліги.

## Зміна учасників у порівнянні з сезоном 1979–80
«Герта» (Берлін), «Вердер» і «Айнтрахт» (Брауншвейг) за результатами попереднього сезону вибули до Другої Бундесліги. На їх місце до вищого дивізіону підвищилися «Армінія» (Білефельд), переможець Північного дивізіону Другої Бундесліги, «Нюрнберг», переможець Південного дивізіону, та «Карлсруе», який здолав у плей-оф за право виступів у Бундеслізі «Рот-Вайс» (Ессен).

## Команди-учасниці
| Клуб                            | Місто              | Стадіон                  | Вміщує |
| ------------------------------- | ------------------ | ------------------------ | ------ |
| «Армінія» (Білефельд)           | Білефельд          | Білефельд Альм           | ??,000 |
| «Бохум»                         | Бохум              | Воновія Рурштадіон       | 40,000 |
| «Боруссія» (Дортмунд)           | Дортмунд           | Зігналь Ідуна Парк       | 54,000 |
| «Дуйсбург»                      | Дуйсбург           | Ведауштадіон             | 38,500 |
| «Фортуна» (Дюссельдорф)         | Дюссельдорф        | Райнштадіон              | 59,600 |
| «Айнтрахт» (Франкфурт-на-Майні) | Франкфурт-на-Майні | Вальдштадіон             | 62,000 |
| «Гамбург»                       | Гамбург            | Фолькспаркштадіон        | 80,000 |
| «Кайзерслаутерн»                | Кайзерслаутерн     | Бетценберг               | 42,000 |
| «Карлсруе»                      | Карлсруе           | Вільдпаркштадіон         | 50,000 |
| «Кельн»                         | Кельн              | Рейн Енергі Штадіон      | 61,000 |
| «Баєр 04»                       | Леверкузен         | Ульріх Габерланд Штадіон | 20,000 |
| «Боруссія» (Менхенгладбах)      | Менхенгладбах      | Бекельбергштадіон        | 34,500 |
| «Мюнхен 1860»                   | Мюнхен             | Грюнвальдер              | 31,509 |
| «Баварія» (Мюнхен)              | Мюнхен             | Олімпіаштадіон           | 80,000 |
| «Нюрнберг»                      | Нюрнберг           | Штедтішес Штадіон        | 64,238 |
| «Шальке 04»                     | Гельзенкірхен      | Паркштадіон              | 70,000 |
| «Штутгарт»                      | Штутгарт           | Неккарштадіон            | 72,000 |
| «Юрдінген 05»                   | Крефельд           | Гротенбург-Штадіон       | 28,000 |

## Турнірна таблиця
| Поз | Команда                         | І  | В  | Н  | П  | ГЗ | ГП | РГ  | О  | Кваліфікація або пониження                          |
| --- | ------------------------------- | -- | -- | -- | -- | -- | -- | --- | -- | --------------------------------------------------- |
| 1   | «Баварія» (Мюнхен) (C)          | 34 | 22 | 9  | 3  | 89 | 41 | +48 | 53 | Перший раунд Кубка європейських чемпіонів 1981—1982 |
| 2   | «Гамбург»                       | 34 | 21 | 7  | 6  | 73 | 43 | +30 | 49 | Перший раунд Кубка УЄФА 1981—1982                   |
| 3   | «Штутгарт»                      | 34 | 19 | 8  | 7  | 70 | 44 | +26 | 46 | Перший раунд Кубка УЄФА 1981—1982                   |
| 4   | «Кайзерслаутерн»                | 34 | 17 | 10 | 7  | 60 | 37 | +23 | 44 | Перший раунд Кубка УЄФА 1981—1982                   |
| 5   | «Айнтрахт» (Франкфурт-на-Майні) | 34 | 13 | 12 | 9  | 61 | 57 | +4  | 38 | Перший раунд Кубка володарів кубків 1981—1982       |
| 6   | «Боруссія» (Менхенгладбах)      | 34 | 15 | 7  | 12 | 68 | 64 | +4  | 37 | Перший раунд Кубка УЄФА 1981—1982                   |
| 7   | «Боруссія» (Дортмунд)           | 34 | 13 | 9  | 12 | 69 | 59 | +10 | 35 |                                                     |
| 8   | «Кельн»                         | 34 | 12 | 10 | 12 | 54 | 55 | −1  | 34 |                                                     |
| 9   | «Бохум»                         | 34 | 9  | 15 | 10 | 53 | 45 | +8  | 33 |                                                     |
| 10  | «Карлсруе»                      | 34 | 9  | 14 | 11 | 56 | 63 | −7  | 32 |                                                     |
| 11  | «Баєр 04»                       | 34 | 10 | 10 | 14 | 52 | 53 | −1  | 30 |                                                     |
| 12  | «Дуйсбург»                      | 34 | 10 | 9  | 15 | 45 | 58 | −13 | 29 |                                                     |
| 13  | «Фортуна» (Дюссельдорф)         | 34 | 10 | 8  | 16 | 57 | 64 | −7  | 28 |                                                     |
| 14  | «Нюрнберг»                      | 34 | 11 | 6  | 17 | 47 | 57 | −10 | 28 |                                                     |
| 15  | «Армінія» (Білефельд)           | 34 | 10 | 6  | 18 | 46 | 65 | −19 | 26 |                                                     |
| 16  | «Мюнхен 1860» (R)               | 34 | 9  | 7  | 18 | 49 | 67 | −18 | 25 | Пониження у класі до Другої Бундесліги              |
| 17  | «Шальке 04» (R)                 | 34 | 8  | 7  | 19 | 43 | 88 | −45 | 23 | Пониження у класі до Другої Бундесліги              |
| 18  | «Баєр 05» (Юрдінген) (R)        | 34 | 8  | 6  | 20 | 47 | 79 | −32 | 22 | Пониження у класі до Другої Бундесліги              |

1. 1 2  Оскільки «Айнтрахт» (Франкфурт-на-Майні) кваліфікувався до Кубка володарів кубків, його місце у Кубку УЄФА перейшло до «Боруссії» (Менхенгладбах).

## Результати
| Команда                         | АРМ | БОХ | БРД | ДУЙ | ФОР | АЙФ | ГАМ | КАЙ | КАР | КЕЛ | Б04 | БРМ | М60 | БАВ | НЮР | Ш04 | ШТТ | ЮРД |
| ------------------------------- | --- | --- | --- | --- | --- | --- | --- | --- | --- | --- | --- | --- | --- | --- | --- | --- | --- | --- |
| «Армінія» (Білефельд)           | —   | 3–3 | 1–0 | 2–1 | 3–0 | 1–1 | 0–2 | 0–1 | 4–1 | 2–5 | 1–1 | 2–3 | 3–2 | 1–2 | 0–2 | 1–0 | 1–0 | 3–1 |
| «Бохум»                         | 0–2 | —   | 0–2 | 1–1 | 2–1 | 2–0 | 0–3 | 0–0 | 0–0 | 1–1 | 1–1 | 1–1 | 4–1 | 1–3 | 4–0 | 5–1 | 1–1 | 2–2 |
| «Боруссія» (Дортмунд)           | 5–0 | 1–3 | —   | 5–1 | 2–1 | 2–1 | 6–2 | 2–2 | 3–3 | 2–2 | 5–3 | 0–3 | 4–1 | 2–2 | 1–0 | 2–2 | 3–3 | 2–1 |
| «Дуйсбург»                      | 1–1 | 0–3 | 2–1 | —   | 2–1 | 0–0 | 2–0 | 1–1 | 2–2 | 3–4 | 2–4 | 4–0 | 1–0 | 0–1 | 2–0 | 5–1 | 0–3 | 3–2 |
| «Фортуна» (Дюссельдорф)         | 3–1 | 1–1 | 2–2 | 0–1 | —   | 2–2 | 2–3 | 0–2 | 1–2 | 0–0 | 4–3 | 2–1 | 2–1 | 3–0 | 2–2 | 3–3 | 3–1 | 4–2 |
| «Айнтрахт» (Франкфурт-на-Майні) | 2–0 | 2–2 | 0–4 | 2–1 | 2–2 | —   | 1–1 | 3–2 | 3–3 | 4–0 | 2–0 | 2–1 | 2–1 | 0–0 | 3–0 | 5–0 | 2–1 | 2–2 |
| «Гамбург»                       | 4–1 | 2–1 | 2–1 | 0–0 | 2–1 | 3–1 | —   | 3–2 | 3–1 | 2–0 | 2–0 | 2–1 | 4–1 | 2–2 | 1–0 | 7–1 | 1–3 | 2–1 |
| «Кайзерслаутерн»                | 1–3 | 0–0 | 1–1 | 1–1 | 3–0 | 2–0 | 2–2 | —   | 1–0 | 5–1 | 3–1 | 3–2 | 3–2 | 4–2 | 3–1 | 2–0 | 1–0 | 4–2 |
| «Карлсруе»                      | 2–1 | 0–0 | 1–1 | 2–0 | 3–0 | 1–1 | 1–1 | 1–1 | —   | 1–1 | 1–1 | 3–4 | 7–2 | 0–3 | 4–1 | 3–2 | 0–0 | 3–1 |
| «Кельн»                         | 1–0 | 2–2 | 2–1 | 1–0 | 1–2 | 5–0 | 0–3 | 2–2 | 4–0 | —   | 1–1 | 2–3 | 4–1 | 0–3 | 2–2 | 0–2 | 3–1 | 3–0 |
| «Баєр 04»                       | 2–0 | 2–0 | 4–1 | 1–1 | 2–0 | 3–2 | 1–2 | 0–1 | 3–0 | 1–1 | —   | 1–5 | 1–1 | 3–0 | 1–1 | 4–0 | 1–1 | 4–1 |
| «Боруссія» (Менхенгладбах)      | 4–2 | 2–1 | 1–0 | 4–1 | 2–2 | 2–2 | 2–2 | 1–0 | 3–3 | 2–0 | 1–0 | —   | 3–2 | 1–4 | 1–4 | 3–1 | 1–3 | 7–1 |
| «Мюнхен 1860»                   | 2–1 | 2–2 | 0–1 | 1–3 | 4–3 | 0–2 | 0–0 | 1–1 | 4–2 | 2–1 | 1–0 | 0–0 | —   | 1–3 | 2–4 | 3–1 | 0–0 | 4–0 |
| «Баварія» (Мюнхен)              | 5–1 | 3–1 | 5–3 | 5–1 | 3–2 | 7–2 | 2–1 | 3–0 | 1–1 | 1–1 | 3–0 | 4–0 | 1–1 | —   | 4–2 | 5–1 | 1–1 | 4–0 |
| «Нюрнберг»                      | 2–0 | 0–2 | 2–0 | 1–0 | 2–1 | 1–4 | 2–3 | 0–4 | 5–0 | 2–1 | 1–1 | 2–0 | 1–2 | 0–1 | —   | 2–0 | 1–2 | 0–0 |
| «Шальке 04»                     | 2–2 | 0–6 | 1–2 | 2–2 | 0–4 | 1–4 | 2–1 | 0–2 | 1–0 | 1–2 | 3–1 | 2–2 | 1–0 | 2–2 | 1–1 | —   | 3–2 | 3–1 |
| «Штутгарт»                      | 2–1 | 4–1 | 3–1 | 2–0 | 4–2 | 1–1 | 3–2 | 1–0 | 5–2 | 3–0 | 2–1 | 4–2 | 2–1 | 1–2 | 2–1 | 3–0 | —   | 3–2 |
| «Баєр 05» (Юрдінген)            | 2–2 | 1–0 | 2–1 | 4–1 | 0–1 | 4–1 | 0–3 | 1–0 | 0–3 | 0–1 | 3–0 | 2–0 | 0–3 | 2–2 | 3–2 | 1–3 | 3–3 | —   |

## Найкращі бомбардири
29 голів
- Карл-Гайнц Румменігге («Баварія» (Мюнхен))

27 голів
- Манфред Бургсмюллер («Боруссія» (Дортмунд))

19 голів
- Клаус Аллофс («Фортуна» (Дюссельдорф))

17 голів
- Пауль Брайтнер («Баварія» (Мюнхен))
- Горст Грубеш («Гамбург»)
- Дітер Мюллер («Кельн»)
- Курт Пінкаль («Бохум»)

16 голів
- Вілфрід Ганнес («Боруссія» (Менхенгладбах))
- Арне Ларсен Екланд («Баєр 04»)
- Герд-Фолькер Шок («Армінія» (Білефельд))

## Склад чемпіонів
| «Баварія» (Мюнхен) |
| --- |
| Воротарі: Вальтер Юнгганс (19); Манфред Мюллер (17). Захисники: Удо Горсманн (34 / 4); Клаус Аугенталер (33 / 5); Вольфганг Дреммлер (33 / 1); Ганс Вайнер (31 / 1); Ейнар Ян Аас (7). Півзахисники: Бернд Дюрнбергер (33 / 3); Курт Нідермаєр (32 / 9); Пауль Брайтнер (к; 30 / 17); Вольфганг Краус (30 / 6); Юрген Ребер (14); Гюнтер Гюттлер (1); Пасі Руатяйнен (1). Нападники: Карл-Гайнц Румменігге (34 / 29); Дітер Генесс (27 / 10); Норберт Янцон (24 / 1); Карл Дельгає (13 / 1); Райнгольд Маті (3 / 2). (кількість ігор і голів наведені у дужках) Головний тренер: Паль Чернаї . Був у заявці, але не взяв участі у жодній грі чемпіонату: Ганс-Георг Шварценбек. |